# Ash Point
Ash Point är en udde i Antarktis. Den ligger i Sydshetlandsöarna. Argentina, Chile och Storbritannien gör anspråk på området.
Terrängen inåt land är lite kuperad. Havet är nära Ash Point åt nordväst. Trakten är glest befolkad. Närmaste befolkade plats är Maldonado Station, 4,9 kilometer väster om Ash Point. 